# Dino Compagni
Dino Compagni (1255 körül – 1324. február 26.) firenzei kereskedő, költő, történetíró és politikus. Fennmaradt tőle 6 lírai költemény, valamint krónikája, melyben Firenze 1280 és 1312 közötti történetét írta meg. A krónikában nem csak Firenzére koncentrál, hanem igyekszik a firenzei események nemzetközi összefüggéseit is megvilágítani. Dante kortársa és politikustársa volt.
Élete összefonódik a XIII-XIV. századi Firenze belharcaival, különböző politikai csoportok (guelfek és ghibellinek), a különböző társadalmi csoportok (popolo minuto, popolo grasso, grandik), és a városi önkormányzaton (commune) belüli hivatali tisztségek (podestá, konzulok, priorok tanácsa, capitano del popolo), és az egyes céhek közötti harccal. Életét az állandó megbékélés, a szembenálló felek kibékítésének szándéka vezette.

## Firenze politikai viszonyai Compagni születésekor
A guelfek és ghibellinek harca hosszú előtörténetre néz vissza. A Compagni működését megelőző évtizedekben a két szembenálló párt többször is megszerezte a másiktól a város feletti hatalmat. 1250-ben guelfek elűzték a ghibellineket, majd 1260-ban a ghibellinek Siena támogatásával visszatértek (a guelfek Montapert-nél csatát vesztettek Siena ellen). Ekkor a guelfek kényszerültek száműzetésbe. 1267 húsvétján azonban ismét fordult a kocka, amikor a guelfeknek sikerült restaurálniuk a hatalmukat. A népre jobban támaszkodó guelfek alkotmányreformot vezetnek be: a törvényhozó hatalmat a podesta, a végrehajtó hatalmat a népkapitány (capitaneus popolo) számára biztosítják. A guelfek és népi támogatóik azonban összevesznek, ezért Giano della Bella az arisztokratikus uralommal szemben a nép nagyobb részvételét biztosító alkotmányt, az Ordinamenti di guistiziát erőszakolt ki 1293-ban. Ezekbe a belpolitikai küzdelmekbe kapcsolódott bele Compagni.

## Élete
Compagni a Por Santa Maria céhébe tartozó polgárcsaládba született, majd 1280-ban maga is belépett ebbe a céhbe. Ez idő tájt a város vezetését a guelfek és ghibellinek kiegyezését szolgálni hivatott, Latino bíboros, pápai küldött által létrehozott 14 tagú jóemberekből (buonomini) álló tanács intézte. A céhek vezetői, a priorok azonban maguk is részt akartak venni a hatalomban. E törekvés egyik jele, hogy Compagnit 1282-ben megválasztották céhe négy elöljárója (console) közé. Compagni tagja lett egy hat tagú, különféle céhek vezetőiből álló vezetői testületnek, amelynek az volt a célja, hogy a 14 tagú bizottságot a céhek elöljáróinak (priorjainak) a tanácsa váltsa föl. Compagni hat alkalommal volt prior: 1282-ben, 1286-ban, 1289-ben, 1294-ben, 1299-ben és 1301-ben.
Compagni közéleti pályafutása során a ghibellinek súlyos vereséget szenvedtek, miután a guelfek legyőzték a ghibellineket támogató Pisát. A győzelmet az 1293. június 22-én megkötött fucechiói béke jelezte. A ghibellinek meggyöngülésével 1293-ban Firenzében elfogadták az új városi alkotmányt, az Ordinamenti di guistiziát. Ez új tisztséget hozott létre, a zászlótartói tisztséget (gonfaloniere di guistiza). E tisztséget Compagni harmadikként töltötte be 1293. június 15. - augusztus 15. között. Ezt követően 1294-ben beválasztották abba a szintén 14 tagot számláló bizottságba, melynek célja az volt, hogy változtasson a népkapitányra és a polgárjogra vonatkozó szabályokon. Ekkor azonban rájött arra, hogy a tagok közül öt fő a polgárok többségének ellenére való törvényeket akar hozni. A bizottság munkáját emiatt a Compagni által tisztelt Giano della Bella felfüggesztette. Erre azonban a városi előkelők (grandik) száműzték Gianot és hajtóvadászatot indítottak hívei, így Dino ellen is, aki emiatt 1295 -1299 között egyáltalán nem is vett részt a város közéletében.
1300-ban a guelfek is szétszakadtak: a Cerchiek pártjára (fehér guelfek) és a Donatiak pártjára (fekete guelfek). Mind Dante, mind Dino a Cerchiek oldalára álltak. Azonban mind Dante, mind Dino megszavazta a béke érdekében a két párt vezetőinek száműzetését 1300 júniusában. 1301 júniusában azonban a Donati párt vezetői visszatértek Firenzébe, és a Santa Trinita templomában tartott gyűlésükön a Cerchiek száműzetését követelték. A polgárháború fokozódó veszélye miatt a polgárok 1301. október 15-én Dinót újra priorrá választották, azonban a Donatik VIII. Bonifác emberének Charles de Valois-nak támogatásával megjelentek a város falai előtt. Compagni és társai ekkor olyan priorválasztást javasoltak, mely egyenlő számú fehér és fekete guelf számára biztosított volna részvételt a priori testületben. November 5-én azonban Corso Donati átvette a hatalmat a városban, majd november 7-én Compagni lemondott. Ezt követően üzleti tevékenységet folytatott, üzlettársai között szerepelt Giovanni Villani, a fekete gulfek híres történetírója is. Ekkor írta meg visszaemlékezésképp művét. 1324-ben halt meg, sírja a firenzei Santa Trinita templomban található.

## Magyarul
- Krónika 1280–1312; ford., tan., jegyz. Rácz Miklós; Brassói Lapok Ny., Brassó, 1902 (Középkori krónikások)
- Dino Compagni krónikája korának eseményeiről; ford., bev., jegyz. Kiss András; Kriterion, Bukarest, 1989. ISBN 963 07 4667 0